# Ella-June Henrard
 (août 2017).
Si vous disposez d'ouvrages ou d'articles de référence ou si vous connaissez des sites web de qualité traitant du thème abordé ici, merci de compléter l'article en donnant les références utiles à sa vérifiabilité et en les liant à la section « Notes et références ».
Pour les articles homonymes, voir Henrard.
Ella-June Henrard, née le 4 juin 1993 à Anvers, est une actrice belge néerlandophone.

## Biographie
Ella-June Henrard habite à Brasschaat.
En 2010, elle fait ses débuts au cinéma et tient le rôle principal de Deborah dans Bo de Hans Herbots.

## Filmographie
- 2010 : Bo de Hans Herbots : Deborah Degreef
- 2011 : Sur le chemin des dunes : Francoise
- 2011 : Portable Life : Sea
- 2013 : Hemel op Aarde : Moniek Verheije
- 2014 : Zomer : Ruby
- 2015 : Michiel de Ruyter (Armada) de Roel Reiné : Mary-Stuart
- 2015 : Boy 7 : Lara
- ???? : A Broken Man : Louise (terminé)
- 2015 : Alters : Marine
- 2015 : Wat mannen willen de Filip Peeters : Maria
- 2019 : Domino : La Guerre silencieuse (Domino) de Brian De Palma
- 2019 : U-235 (Torpedo) de Sven Huybrechts : Nadine